# Vilko Masten
Vilko Masten, slovenski agronom, fitopatolog * 14. maj 1912 Črnomelj, † 11. junij 1972, Ljubljana.

## Življenje in delo
Agronomijo je študiral v Zagrebu in Zemunu. Diplomiral je 1935 na Kmetijsko-gozdarski fakulteti v Zagrebu ter tu opravil tudi prakso in specializacijo iz varstva rastlin; doktoriral je leta 1958. Služboval je v strokovnih in raziskovalnih ustanovah v Ljubljani in Mariboru ter v letih 1952−1972 s presledki na Kmetijskem inštitutu Slovenije. Vmes je od 1962–1965 delal pri kmetijskem ministrstvu v Alžiru. Raziskoval je biološke cikluse bolezni ter škodljivcev vinske trte in sadnih rastlin. Organiziral je prognostično službo za varstvo rastlin in preventivno zaščito. Objavil je nad 50 razprav in več knjig.  Za delo Vzroki sušenja razcvetij in kabrnokov vinske trte v Sloveniji je leta 1964 prejel nagrado Sklada Borisa Kidriča. Njegova bibliografija obsega 12 zapisov.

## Izbrana bibliografija
- Boj ameriškemu kaparju(COBISS)
- Varstvo rastlin s kemičnimi sredsrvi (COBISS)
- Okvirne smernice in navodila za škropljenje sadnih rastlin (COBISS)
- Tehnika varstva rastlin in fertirigacije s stabilno orosevalno napravo (COBISS)